# Marek Kubiak
Marek Kubiak (ur. 21 lutego 1964 w Turku) – polski strażak, nadbrygadier, w latach 2007–2008 komendant główny Państwowej Straży Pożarnej, w latach 2015–2020 i ponownie w latach 2023–2024 dyrektor Rządowego Centrum Bezpieczeństwa, w latach 2020–2023 zastępca dyrektora RCB.

## Życiorys
Ukończył Szkołę Główną Służby Pożarniczej w Warszawie. Został także absolwentem studiów podyplomowych MBA w Collegium Humanum – Szkole Głównej Menedżerskiej w Warszawie. Był zastępcą Komendanta Miejskiego PSP w Koninie, a następnie, w latach 2006–2007, Wielkopolskim Komendantem Wojewódzkim PSP w Poznaniu. 27 kwietnia 2007 otrzymał powołanie na stanowisko Komendanta Głównego PSP. Stanowisko to piastował do 2 stycznia 2008. 17 grudnia 2015 został powołany na stanowisko Dyrektora Rządowego Centrum Bezpieczeństwa. 5 maja 2017 został awansowany na stopień nadbrygadiera przez Prezydenta RP Andrzeja Dudę. W listopadzie 2020 został odwołany ze stanowiska Dyrektora Rządowego Centrum Bezpieczeństwa i jednocześnie powołany na stanowisko zastępcy Dyrektora RCB. W czerwcu 2023 ponownie powołany na stanowisko Dyrektora RCB. W lutym 2024 został odwołany z tego stanowiska.
W 2010 uzyskał mandat radnego powiatu tureckiego kandydując z listy Prawa i Sprawiedliwości. W 2014 uzyskał reelekcję, został również wybrany wiceprzewodniczącym rady powiatu.